# 79-та паралель північної широти
79-та паралель північної широти — лінія широти, що лежить на 79 градусів північніше земної екваторіальної площини, за Північним полярним колом, в Арктиці. Вона проходить через Атлантичний океан, Європу, Азію, Північний Льодовитий океан та Північну Америку.
На цій широті під час літнього сонцестояння сонце видно 24 години (полярний день), а під час зимового сонцестояння протягом доби тривають астрономічні сутінки (полярна ніч).

## Список географічних об'єктів, що перетинає 79° пн. ш.
Починаючи з Гринвіцького меридіану та рухаючись на схід, 79-та паралель північної широти проходить через:
| Координати                                                   | Країна, територія або море | Примітки                                                             |
| ------------------------------------------------------------ | -------------------------- | -------------------------------------------------------------------- |
| 79°0′ пн. ш. 0°0′ сх. д. / 79.000° пн. ш. 0.000° сх. д.      | Атлантичний океан          | Гренландське море                                                    |
| 79°0′ пн. ш. 12°5′ сх. д. / 79.000° пн. ш. 12.083° сх. д.    | Норвегія                   | Шпіцберген — проходить через острів Шпіцберген                       |
| 79°0′ пн. ш. 20°11′ сх. д. / 79.000° пн. ш. 20.183° сх. д.   | Баренцове море             | Проходить північніше острова Конгсьойя, Шпіцберген, Норвегія         |
| 79°0′ пн. ш. 30°4′ сх. д. / 79.000° пн. ш. 30.067° сх. д.    | Норвегія                   | Шпіцберген — проходить через острів Абель[en]                        |
| 79°0′ пн. ш. 30°19′ сх. д. / 79.000° пн. ш. 30.317° сх. д.   | Баренцове море             |                                                                      |
| 79°0′ пн. ш. 67°0′ сх. д. / 79.000° пн. ш. 67.000° сх. д.    | Карське море               |                                                                      |
| 79°0′ пн. ш. 95°44′ сх. д. / 79.000° пн. ш. 95.733° сх. д.   | Росія                      | Північна Земля — проходить через острів Жовтневої Революції          |
| 79°0′ пн. ш. 99°58′ сх. д. / 79.000° пн. ш. 99.967° сх. д.   | Море Лаптєвих              |                                                                      |
| 79°0′ пн. ш. 101°6′ сх. д. / 79.000° пн. ш. 101.100° сх. д.  | Росія                      | Північна Земля — проходить через острів Більшовик                    |
| 79°0′ пн. ш. 104°5′ сх. д. / 79.000° пн. ш. 104.083° сх. д.  | Море Лаптєвих              |                                                                      |
| 79°0′ пн. ш. 114°28′ сх. д. / 79.000° пн. ш. 114.467° сх. д. | Північний Льодовитий океан |                                                                      |
| 79°0′ пн. ш. 104°40′ зх. д. / 79.000° пн. ш. 104.667° зх. д. | Канада                     | Нунавут — проходить через острів Еллеф-Рінгнес                       |
| 79°0′ пн. ш. 101°21′ зх. д. / 79.000° пн. ш. 101.350° зх. д. | Протока Пірі[ru]           |                                                                      |
| 79°0′ пн. ш. 94°12′ зх. д. / 79.000° пн. ш. 94.200° зх. д.   | Канада                     | Нунавут — проходить через острови Аксел-Гейберг, Сторі[en] та Елсмір |
| 79°0′ пн. ш. 76°7′ зх. д. / 79.000° пн. ш. 76.117° зх. д.    | Протока Нерса              |                                                                      |
| 79°0′ пн. ш. 68°48′ зх. д. / 79.000° пн. ш. 68.800° зх. д.   | Гренландія                 |                                                                      |
| 79°0′ пн. ш. 19°52′ зх. д. / 79.000° пн. ш. 19.867° зх. д.   | Атлантичний океан          | Гренландське море                                                    |
| 79°0′ пн. ш. 68°43′ зх. д. / 79.000° пн. ш. 68.717° зх. д.   | Гренландія                 | Проходить північніше півострова Інуарфіссуак                         |
| 79°0′ пн. ш. 17°57′ зх. д. / 79.000° пн. ш. 17.950° зх. д.   | Гренландія                 | Проходить через острови Норске[en]                                   |
| 79°0′ пн. ш. 17°40′ зх. д. / 79.000° пн. ш. 17.667° зх. д.   | Атлантичний океан          | Гренландське море                                                    |